# Roberto Olabe del Arco
Roberto Olabe del Arco (Salamanca, 5 mei 1996) is een Spaans voetballer die bij voorkeur als vleugelspeler speelt. Hij stroomde in 2016 door vanuit de jeugd van Atlético Madrid.

## Clubcarrière
Roberto verruilde in januari 2016 Real Sociedad voor Villarreal CF. In juli 2016 trok hij naar Atlético Madrid B. Op 30 november 2016 debuteerde de Spanjaard in het eerste elftal in de bekerduel tegen CD Guijuelo. Hij viel na 69 minuten in voor mede-debutant Caio Henrique. Atlético Madrid won de bekerwedstrijd met 0–6.
1 Musso ·
2 Giménez ·
3 Azpilicueta ·
4 Gallagher ·
5 De Paul ·
6 Koke  ·
7 Griezmann ·
8 Barrios ·
9 Sørloth ·
10 Correa ·
11 Lemar ·
12 Lino ·
13 Oblak ·
14 Llorente ·
15 Lenglet ·
16 Molina ·
17 Riquelme ·
19 Álvarez ·
20 Witsel ·
21 Galán ·
22 G. Simeone ·
23 Reinildo ·
24 Le Normand ·
Coach: D. Simeone
· Assistent-coach: López
· Assistent-coach: Vivas